# ذيل الفأر النحيل
ذيل الفأر النحيل (الاسم العلمي:Myosurus gracilis)  هو نوع من النباتات يتبع جنس ذيل الفأر من الفصيلة الحوذانية        .	